# جوجل، من خلف الشاشة (وثائقي)
"Google: Behind the Screen" ( (بالهولندية: "Google: achter het scherm")‏ ) هي حلقة مدتها 51 دقيقة من المسلسل التلفزيوني الوثائقي Backlight حول شركة Google . تم بث الحلقة لأول مرة في 7 مايو 2006 بواسطة في بي آر أو VPRO على Nederland 3 . كان من إخراج IJsbrand van Veelen ، وإنتاج Nicoline Tania ، وحرره Doke Romeijn و Frank Wiering.

## روابط خارجية
- "Google: Achter het scherm" (بالهولندية) على موقع Backlight الإلكتروني
- Google: Behind the Screen - Classic Docs على يوتيوب